# Hotfix
Una correcció ràpida és una actualització de programari que s'allibera fora del cicle d'actualització normal o que es pretén aplicar a un sistema en directe; sovint per solucionar un error.
Originalment, la correcció es referia a l'aplicació de pedaços a un sistema calent  –  un servidor de producció que serveix activament als clients. Per al desenvolupament, aquest canvi normalment s'ha de dissenyar ràpidament i fora dels processos de desenvolupament normals; a un cost relativament elevat i interrompent altres esforços de desenvolupament. Per a l'usuari, un hotfix és relativament arriscat, ja que s'aplica a un servidor sense temps per provar-lo. El risc d'aplicar l'hotfix s'ha de ponderar amb el risc de no aplicar-lo. El problema a solucionar pot ser tan crític que la inacció és més arriscada que la possible pèrdua de servei.
Amb el temps, el significat ha canviat a una actualització que es crea amb urgència o que es publica fora del cicle d'actualització normal del programari.
L'aplicació (instal·lació) d'una correcció ràpida implica generalment el mateix procés que qualsevol actualització de programari. La majoria de sistemes operatius moderns i aplicacions d'escriptori poden descarregar i aplicar actualitzacions automàticament. Els administradors de xarxa poden utilitzar programes de programari per automatitzar i simplificar l'aplicació d'actualitzacions a les màquines que gestionen.

## Ús per Microsoft
Microsoft Corporation va utilitzar els termes hotfix o quick-fix engineering update (QFE) però s'ha aturat a favor d'una nova terminologia. Les actualitzacions es lliuren al canal de distribució general (GDR) o al canal de distribució limitada (LDR)  –  aquest últim sinònim de QFE. Les actualitzacions GDR reben proves exhaustives, mentre que les actualitzacions LDR estan destinades a solucionar un problema determinat en una àrea petita i no es publiquen al públic en general. Les actualitzacions de GDR es poden rebre des del servei de Windows Update o del Centre de descàrregues de Microsoft, però les actualitzacions de LDR s'han de rebre mitjançant el suport de Microsoft.